# Famille Groffier
La famille Groffier, établie un temps à Liège en Belgique, et originaire de Vosne-Romanée, département de la Côte-d'Or, France, a produit les personnalités suivantes en Belgique :
- Charles Groffier[1], docteur en sciences, assistant au laboratoire d'analyses de l'État, à Gembloux, puis directeur de la station de chimie de Gembloux, né à Vosne-Romanée, département de la Côte-d'Or, France, qui épousa Jeanne Marie Françoise Danhieux, née à Schaerbeek. Dont :
  - Jean Groffier (1908 - 1989), poète. Dont :
    - Éthel Groffier (° 1935), professeur à l'Université McGill au Canada et épouse du philosophe canadien Raymond Klibansky (1905 - 2005).

  - Didier Groffier (1912 - 1979), peintre.